# Tegula funebralis
Tegula funebralis är en snäckart som först beskrevs av Arthur Adams 1855.  Tegula funebralis ingår i släktet Tegula och familjen pärlemorsnäckor. Inga underarter finns listade i Catalogue of Life.

## Bildgalleri

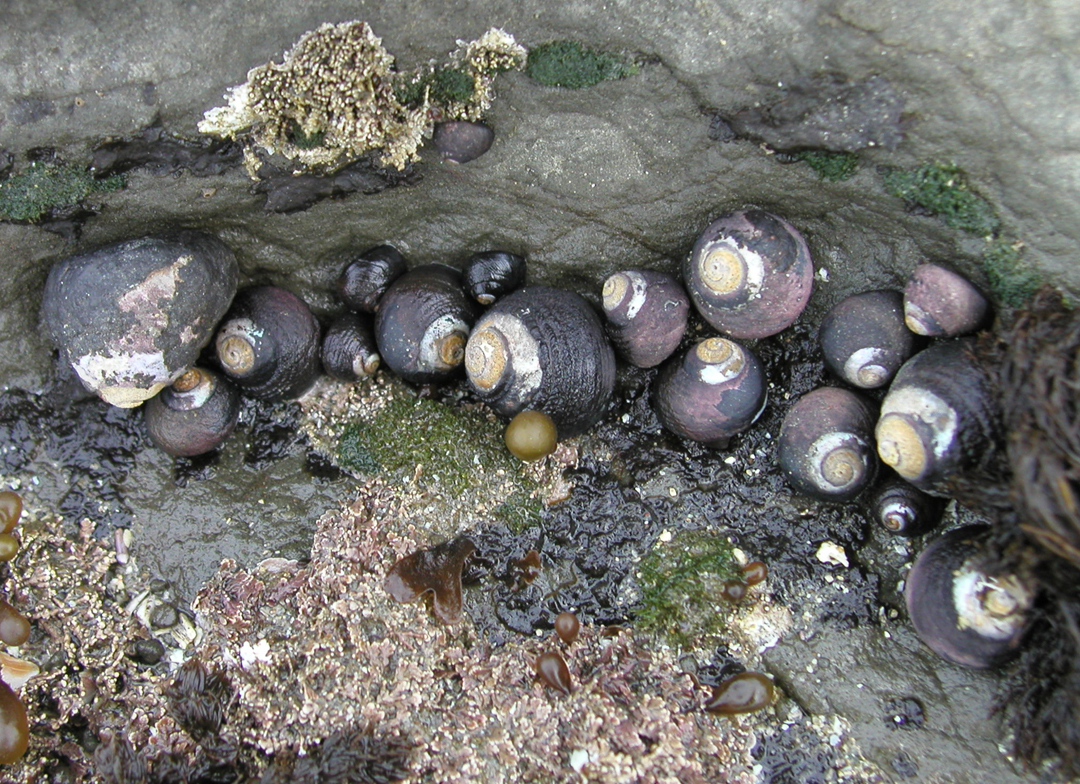
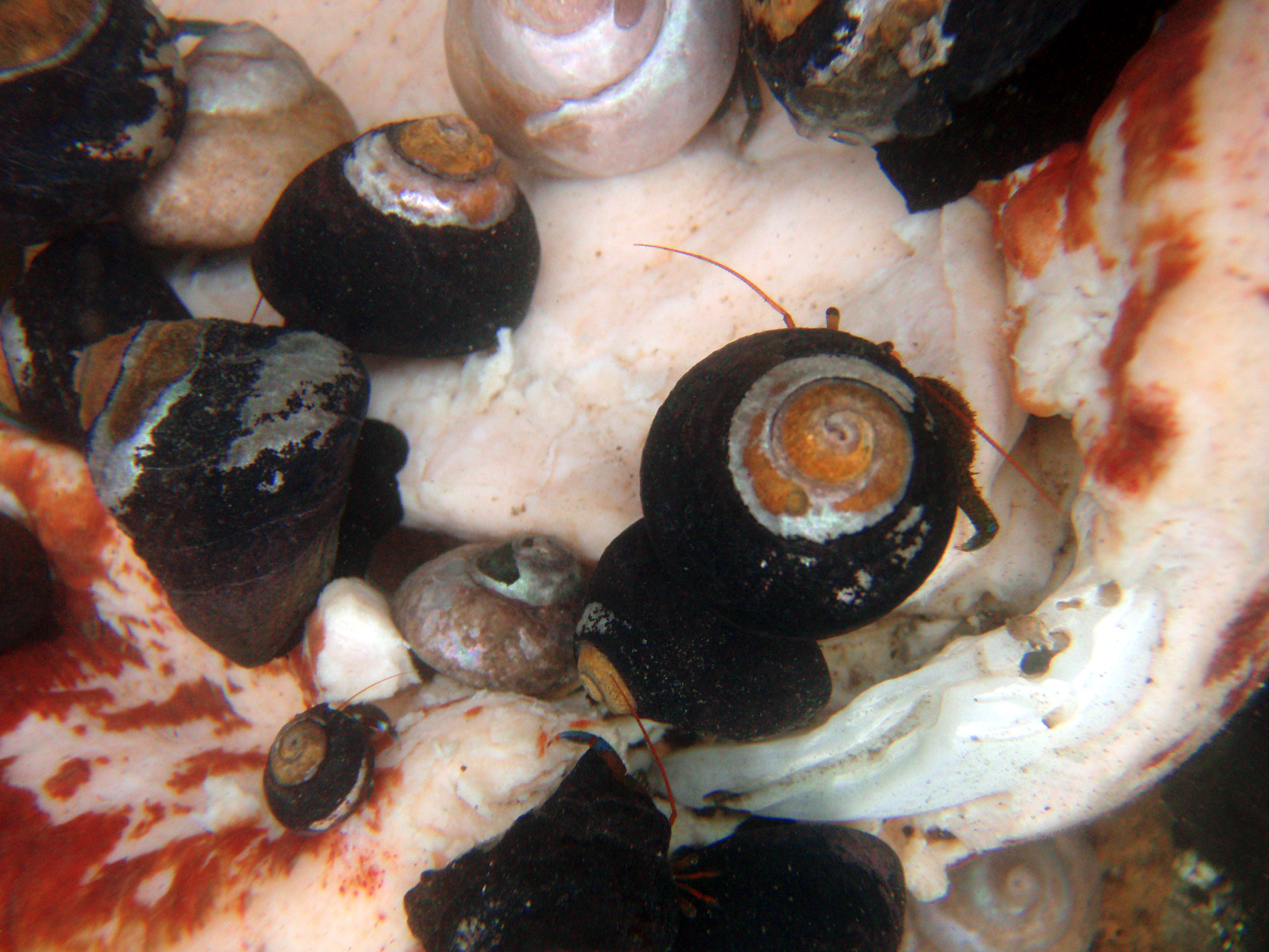